# Estación de Posada del Bierzo
Posada del Bierzo es un apeadero ferroviario situado en el municipio español de Carracedelo en la provincia de León, comunidad autónoma de Castilla y León. No dispone de servicio de viajeros.

## Situación ferroviaria
La estación se encuentra en el punto kilométrico 260,565 de la línea férrea de ancho ibérico que une León con La Coruña a 449 metros de altitud, entre las estaciones de Villadepalos y de Ponferrada. El tramo es de vía única y está electrificado.

## Historia
La estación fue abierta al tráfico el 1 de marzo de 1883 con la puesta en marcha del tramo Ponferrada-Toral de los Vados de la línea que pretendía unir Palencia con La Coruña. Las obras corrieron a cargo de la Compañía de los Ferrocarriles de Asturias, Galicia y León o AGL creada para continuar con los proyectos iniciados por la Compañía del Ferrocarril del Noroeste de España y gestionar sus líneas. En 1885, la mala situación financiera de AGL tuvo como consecuencia su absorción por parte de Norte. En 1941, la nacionalización del ferrocarril en España supuso la desaparición de esta última y su integración en la recién creada RENFE. 
Desde el 31 de diciembre de 2004 Renfe Operadora explota la línea mientras que Adif es la titular de las instalaciones ferroviarias.
A partir del cambio de horarios de junio de 2013 dejan de efectuar parada en el apeadero los trenes regionales que anteriormente se detenían en Posada del Bierzo, debido al bajo número de viajeros que utilizaban los servicios ferroviarios. En el año 2011 un total de 5 personas.

## Servicios ferroviarios
La estación no cuenta con servicio de viajeros.